# Boris Terral
Boris Terral, né le 8 novembre 1969 à Saint-Denis, est un acteur français.
Au cinéma, il a notamment joué dans les films Pédale douce et Le Roi danse. À la télévision, il joue un rôle important dans Le Maître du Zodiaque, la « saga de l'été » 2006.

## Biographie
Né le 8 novembre 1969 à Saint-Denis, en Seine-Saint-Denis, Boris Terral est le fils d'une institutrice et d'un sapeur-pompier parisien.
Il se forme au Cours Florent.

## Filmographie
Sauf indication contraire, les informations mentionnées dans cette section peuvent être confirmées par les bases de données cinématographiques IMDb et Allociné,  présentes dans la section « Liens externes ».

### Cinéma

#### Longs métrages
- 1996 : Pédale douce de Gabriel Aghion : Cyril
- 1996 : Les Menteurs d'Élie Chouraqui
- 1996 : Post coïtum animal triste de Brigitte Roüan : Emilio
- 1997 : La Nuit du destin d'Abdelkrim Bahloul : Alilou
- 1997 : Metroland de Philip Saville : Jacques
- 1998 : I giardini dell'Eden d'Alessandro D'Alatri : Jochanan
- 1999 : Les Sœurs Hamlet d'Abdelkrim Bahloul : Kriss
- 1999 : Le Volcan d'Ottokar Runze : Kikjou
- 2000 : Le Roi danse de Gérard Corbiau : Jean-Baptiste Lully
- 2003 : Laisse tes mains sur mes hanches de Chantal Lauby : Éric, le fan d'Odile
- 2009 : Le Bal des actrices de Maïwenn : Partenaire de jeu Jeanne Balibar
- 2013 : 100% cachemire de Valérie Lemercier : Passager en provenance de Cracovie
- 2015 : Un peu, beaucoup, aveuglément de Clovis Cornillac : L'inconnu italien
- 2021 : C'est magnifique ! de Clovis Cornillac : Guillaume, l'infirmier EHPAD
- 2022 : Couleurs de l'incendie de Clovis Cornillac : le majordome

#### Court métrage
- 2009 : La Casemate oubliée de Jean-Sebastien Viguié

### Télévision
- 1993 : Classe mannequin : ? (épisode Deux couleur rose)
- 1994 : La Rêverie ou le Mariage de Sylvia de Jean-Luc Trotignon : Jean-Michel
- 1995 : Sandra, princesse rebelle réalisé par Didier Albert : Aldo Richie
- 1997 : Les Cordier, juge et flic, réalisé par Marion Sarraut : Terrian (épisode Comité d'accueil)
- 1998 : Le Temps d'un éclair (téléfilm) de Marco Pauly : Vincent
- 1999 : Retour à Fonteyne (téléfilm) de Philomène Esposito : Julien
- 2003 : Joséphine, ange gardien, réalisé par David Delrieux : Renaud (épisode Sens dessus dessous)
- 2004 : Une vie d'Élisabeth Rappeneau : Julien
- 2004 : Les Cordier, juge et flic, réalisé par Jean-Marc Seban : Zacharie Neubourg (épisode Raison d'état)
- 2005 : L'Ombre d'un crime de Jean Sagols : Franz Bazanavicius
- 2006 : Le Vrai Coupable, réalisé par Francis Huster : Franck Manderley
- 2006 : Le Maître du Zodiaque, réalisé par Claude-Michel Rome : Loïc Daguerre (mini-série)
- 2009 : Action spéciale douanes, série : Dany
- 2009 : La Belle Vie de Virginie Wagon : Camille
- 2009 : Éternelle, série créée par Joël Houssin : Christophe Morel
- 2009 : Le Cœur du sujet de Thierry Binisti : le major Wigner
- 2011 : RIS police scientifique, réalisé par Jean-Marc Rudnicki : Marc Delmas (épisode Fou d'amour)
- 2011 : Profilage, réalisé par Julien Despaux : Yoris Azrakian (épisode Le Prix de la liberté)
- 2012 : Section de recherches, réalisé par Éric Le Roux : ex-mari de Fanny Caradec (épisode La Rançon du succès)
- 2015 : Braquo, série créée par Olivier Marchal, : Nathan Ovazza-Caplan (saison 4)
- 2017 : Section de recherches, réalisé par François Guérin : Michel Mariani (épisode Grande redistribution)
- 2017 : Munch, réalisé par Nicolas Guicheteau : le capitaine Bidaud (épisodes Mi-figue, mi-raisin et Le Procès)
- 2017-2019 : Demain nous appartient, série créée par Frédéric Chansel, Laure de Colbert, Nicolas Durand-Zouky, Éline Le Fur et Fabienne Lesieur : Christophe Bourgueuil (épisodes 53 à 382 et 495 à 558)
- 2020 : Meurtres en Berry de Floriane Crépin : Antoine Noiret
- 2020 : La Guerre des trônes, la véritable histoire de l'Europe, saison 4 : Louis XIV
- 2022 : Tropiques criminels : Martin Lambert (saison 3, épisode 6 Ducos)
- 2023 : Dans l'ombre de Pierre Schoeller : Sénateur Pinguet
- 2023 : L'art du crime de Floriane Crépin : Sandro Botticelli (saison 7, épisode 2)

### Doublage
- 2022 : Le Seigneur des anneaux : Les Anneaux de pouvoir : ? ( ? )

## Théâtre
Sauf indication contraire ou complémentaire, les informations mentionnées dans cette section peuvent être confirmées par la base de données Les Archives du spectacle.
- 1998 : Don Juan le baiseur de Séville d'après Tirso de Molina, mise en scène Françoise Chatôt, Théâtre de l'Eldorado
- 2002 : Reste avec moi ce soir de Flavio de Souza, mise en scène Didier Long, théâtre de la Gaîté-Montparnasse
- 2004 : Roberto Zucco de Bernard-Marie Koltès, mise en scène Philippe Calvario, Comédie de Reims,  théâtre des Bouffes du Nord
- 2025 : Mur Mure de Lilou Fogli, mise en scène Jérémie Lippmann, théâtre de la Michodière